# Bischberg
Bischberg település Németországban, azon belül Bajorországban. Lakosainak száma 6154 fő (2023. december 31.).

## Népesség
A település népessége az elmúlt években az alábbi módon változott:
| Lakosok száma | 1009 | 1901 | 3325 | 5281 | 5983 | 5967 | 6045 | 6080 | 6003 | 6154 |
|               | 1875 | 1950 | 1975 | 1987 | 2012 | 2014 | 2016 | 2017 | 2021 | 2023 |